# 間島弟彦
間島 弟彦（まじま おとひこ／つぎひこ、1871年8月22日（明治4年7月7日） - 1928年（昭和3年）3月21日）は、日本の銀行家（三井銀行常務）、歌人。画号は圭魚。間島冬道の子。姪に池田蕉園。姉の夫に白滝幾之助。

## 来歴
1871年8月22日、旧尾張藩士で歌人の間島冬道・由伎子の7男として浦和県に生まれる。
1878年11月、学習院の普通学校課程に入学する。初等中学科2年の1886年1月13日付で退学し、4月に東京英和学校（現在の青山学院）予備学科の3年に転入学する。1888年に予備学科を卒業し、高等普通学部に入学する。1890年3月に卒業する。
1891年、アメリカ合衆国ミシガン州のアルビオン大学（英語: Albion College）に留学する。母の病気の報せを受けて2年ほどで帰国する。1894年、亡父が役員を務めていた第十五国立銀行に就職する。1896年2月11日、加納愛子と結婚する。1898年、米山梅吉の誘いで三井銀行に転職する。1902年から2年間、欧米各地を視察し、『三井銀行欧米出張員報告書』をまとめる。1907年に横浜支店長となり、神戸支店長、大阪支店長を経て、1918年に取締役となる。同年12月6日、青山学院校友会の会長に就任する。結核を患い、1922年に校友会会長を、1923年に三井銀行を病気のため辞する。1924年、青山学院の理事となる。
1928年3月21日、死去した。享年57歳。洗礼もしておらず教会にも属していなかったが、同年7月8日に青山墓地でキリスト教式による埋葬式と青山学院高等学部講堂で追悼会が行われた。

## 家族
- 父・間島冬道（1827-1890） ‐ 尾張藩士、官僚を経て第十五国立銀行役員
- 母・由伎子（-1893）
- 妻・愛子（1877-） ‐ 司法官・加納謙の娘。長崎生まれ。東洋英和女学校、清流女学校出身。クリスチャン。1896年に結婚。夫没後、青山学院間島記念館、鶴岡八幡宮国宝館、鎌倉町立図書館など多くの寄付活動を行なった。[23]
- 長男・道彦（1897-1923）  ‐ 三高在学中に結核に罹患し中退、26歳で早世。間島家は弟彦の甥の保躬が養子となり継いだ。[24]
- 異母弟・間島季道（1890-1965） ‐ 父没後に生まれたため弟彦が引き取った。
- 姪・池田蕉園 ‐ 姉・綾子の娘
- 義兄・白滝幾之助 ‐ 姉・汐子の夫

## 間島記念館

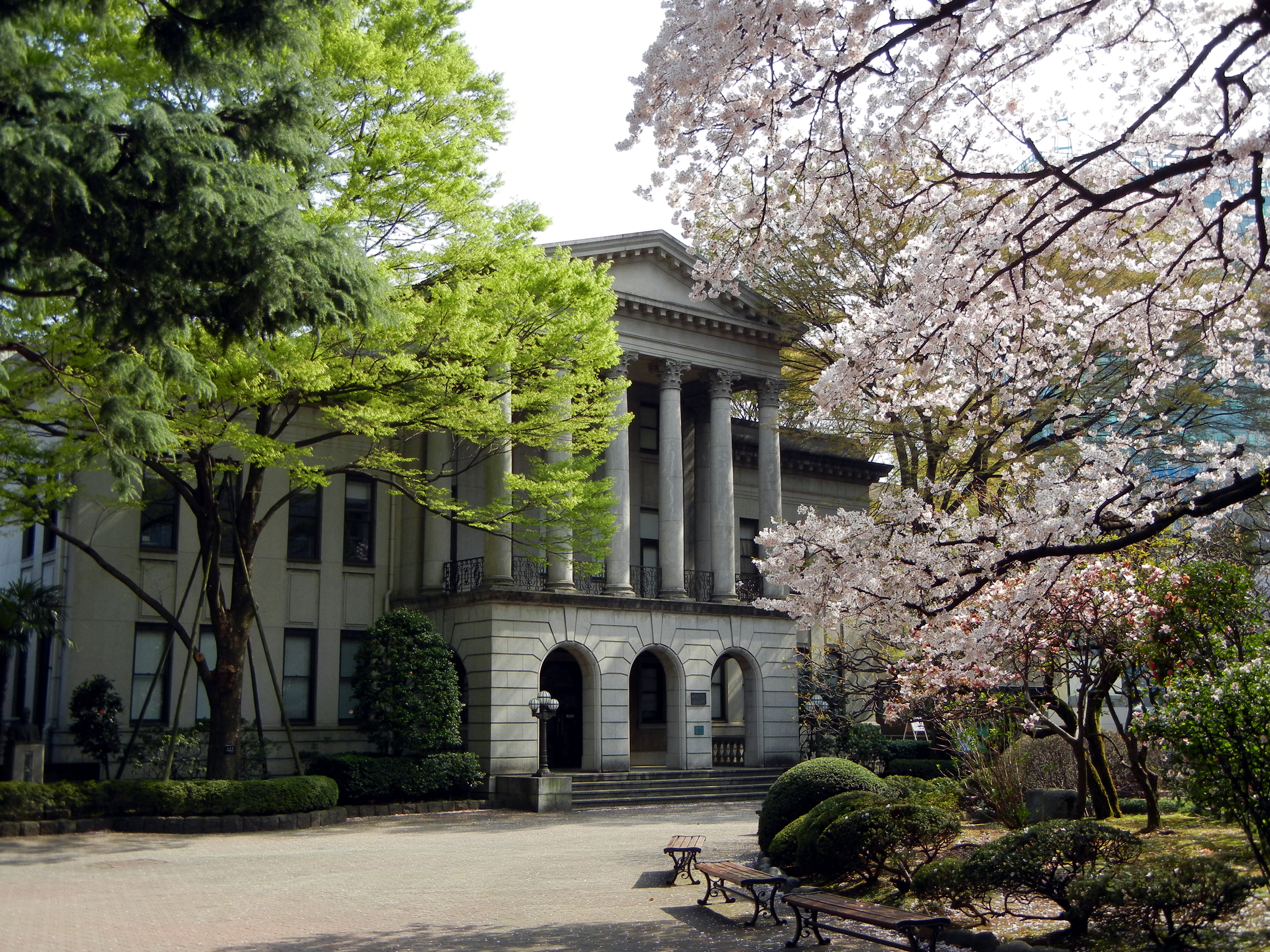
間島記念館（登録有形文化財）

1923年9月1日の関東大震災によって図書館を始めとする青山学院の各校舎が甚大な被害を受け、校舎の再建にともない、教職員や学徒・校友から図書館設立の声が上がった。病床に伏していた間島弟彦は、見舞いに来た青山学院長・石坂正信からこのことを聞き、建設費の寄付を申し出た。間島弟彦の没後、その遺言に基づき、1928年12月4日で妻の愛子から寄付金10万円が送られた。理事会は、14万円の予算で図書館建築の議を決定し、校友である清水釘吉が社長を務める清水組が設計・工事を請け負うこととなった。1929年2月に起工、10月に竣工し、「青山学院間島記念図書館」と名付けて、10月17日に落成式が行われた。
幾度か拡張、改修工事が行われ、館内外に変化が現れたが、1976年の大増築の際に新築当時の姿をほぼ再現し、「青山学院間島記念館」に名称を改めた。
2008年3月21日、「青山学院ベリーホール」とともに国登録有形文化財（建造物）に登録された。

## その他
- 関東大震災で倒壊した鎌倉市扇ガ谷の英勝寺山門の部材を引き取り、鎌倉の庭内に再建した[34]。その後、再び英勝寺に移され[35]、2013年8月7日に国宝・重要文化財（建造物）に指定された[36]。
- 没後、妻の愛子により間島弟彦名義で寄付が行われ、1936年10月1日、御成小学校敷地内に「鎌倉図書館（現在の鎌倉市図書館）」が建設され、同小学校内には間島を顕彰する記念碑が立てられている[37][38][39]。他に、鎌倉第一小学校、鎌倉第二小学校、鎌倉高等女学校などの教育施設に間島弟彦名義で寄付がされている[40]。
- 2018年11月6日から12月22日にかけて、間島記念館で特別展示「青山学院を支えたサーバント・リーダー　～米山梅吉・はる、間島弟彦、万代順四郎～」が開催された[41][42]。

## 著作

### 著書
- 『三井銀行欧米出張員報告書』石川由郎、1907年3月6日。 NCID BA48572277。全国書誌番号:40032971。

### 編集
- 間島冬道『冬道翁歌集』 上、間島弟彦、1910年9月30日。 NCID BA32189680。全国書誌番号:54012368。
- 間島冬道『冬道翁歌集』 下、間島弟彦、1910年9月30日。 NCID BA32189680。全国書誌番号:54012368。
- 間島冬道『間島冬道翁全集』 上、間島弟彦、1919年11月30日。 NCID BN12920045。全国書誌番号:43021092。
- 間島冬道『間島冬道翁全集』 下、間島弟彦、1919年11月30日。 NCID BN12920045。全国書誌番号:43021092。

### 著作集
- 『間島弟彦集』 上、間島愛、1929年3月21日。 NCID BN06283752。全国書誌番号:44040121。
- 『間島弟彦集』 下、間島愛、1929年3月21日。 NCID BN06283752。全国書誌番号:44040120。